# 喜剧之王 (电视节目)
《喜剧之王》是湖南卫视推出的中国第一档生活喜剧创意SHOW，由刘仪伟主持，开播于2011年1月6日。
自2011年6月2日起，湖南卫视将接档播出《帮助微力量》。全新推出的《帮助微力量》是以公益为题材的电视节目，场景使用湖南卫视原有的节目《以一敌百》的场景。

## 播出信息
湖南卫视2011年1月6日起每周四20:25——22:00首播。